# آدلیو مورو
آدلیو مورو (انگلیسی: Adelio Moro؛ زادهٔ ۱۴ آوریل ۱۹۵۱) بازیکن فوتبال اهل ایتالیا است.
از باشگاه‌هایی که در آن بازی کرده‌است می‌توان به باشگاه فوتبال هلاس ورونا، باشگاه فوتبال اینتر میلان، باشگاه فوتبال آسکولی، باشگاه فوتبال کرمونزه، باشگاه فوتبال چزنا، باشگاه فوتبال آتالانتا، و باشگاه فوتبال آ.ث. میلان اشاره کرد.